# 365 aC
El 365 aC va ser un any del calendari romà prejulià. En aquell temps, era conegut com a any del consolat d'Aventinensis i Ahala (o, més rarament, any 389 ab urbe condita o de la fundació de la ciutat). L'ús del nom «365 aC» per referir-se a aquest any es remunta a l'alta edat mitjana, quan el sistema Anno Domini va ser el mètode de numeració dels anys més comú a Europa.

## Esdeveniments

### Antiga Grècia
- Elis i Arcàdia entren en guerra per les ciutats de Trifília. Els arcadis tornen a envair Elis (ja ho havien fet l'any anterior, el 366 aC) i ataquen els habitants entre la ciutat i Cil·lene, batalla que guanyen. Mentrestant, Elis entra a Arcàdia, i els arcadis han de marxar a defensar el seu territori. Elis recupera Pilos, i mata tots els partidaris dels arcadis.[2]
- Perdicas III, fill d'Amintes III rei de Macedònia i d'Eurídice, fa matar a Ptolemeu Alorita, que havia pujat al tron com a regent i rei després d'haver mort a Alexandre II de Macedònia. Es proclama rei.[3]
- Timoleont, noble de Corint, mata el seu germà Timòfanes, que volia convertir-se en tirà de Corint.[4]

### Antiga Roma
- Aquest any són elegits cònsols Luci Genuci Aventinensis i Quint Servili Ahala.[5]
- Hi ha una epidèmia a Roma.[6]

## Necrològiques
- Timòfanes de Corint. Segons Xenofont, els corintis esperaven que Timòfanes, al convertir-se en tirà, servís de força dissuasiva als atenesos, interessats en la conquesta de la ciutat.[7] El seu germà Timoleont s'hi va oposar, i va aconseguir el suport dels mercenaris. Sobre el que va passar després hi ha dues versions. Diodor de Sicília diu que Timoleont va matar el seu germà amb la seva pròpia espasa,[8] i Plutarc explica que va ser assassinat per dos mercenaris mentre el seu germà es tapava la cara, situat una mica lluny dels fets.[9]
- Marc Furi Camil, magistrat romà, elegit dictador cinc vegades, i cònsol. Va morir d'una plaga.[10][11]